# Обоянь

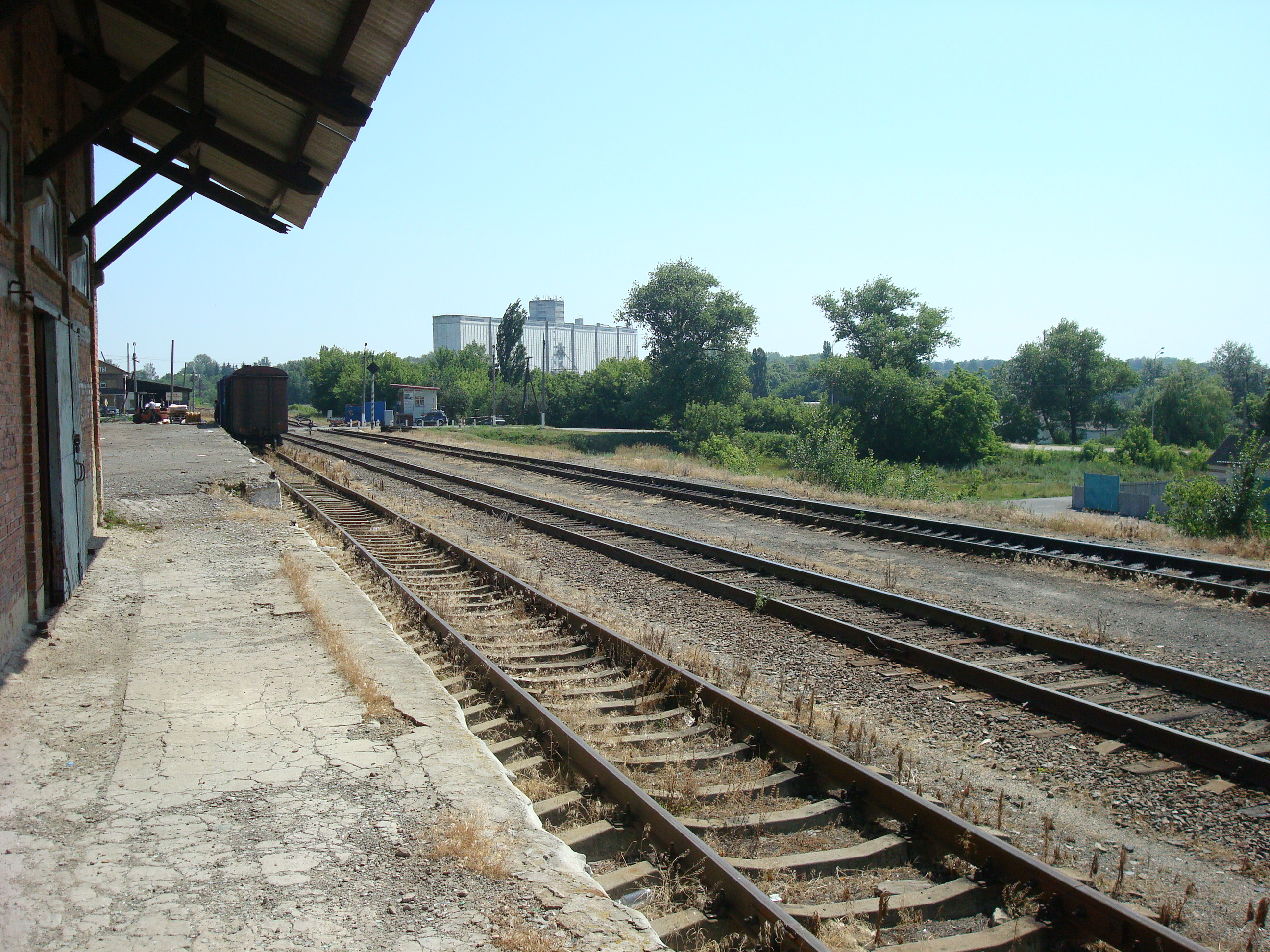
Залізниця, багатоколійний залізничний переїзд федеральної траси, на задньому плані - елеватор

Обоя́нь — місто у Росії, адміністративний центр Обоянського району Курської області.
Населення — 13 696 чоловік (2010) .

## Географія
Місто розташовано у гирлі мілкої річки Обоянка , що на Курщині. Обоянка розбиває його на дві половини, впадаючи у Псел, на берег якого виходить околиця міста.
Тут пролягає автомагістраль  «Крим» (E105) між Курськом (60 км на північ від Обояні) й Білгородом (70 км на південь).
Однойменна залізнична станція на одноколійному тепловозному відгалуженні Ржава — Обоянь (31 км) від магістралі Москва — Харків.

## Історія
Карамзін ототожнював з містом Обоянь містечко з назвою Веяхань чи Беяхань, що вперше згадується в Іпатіївському літопису у 1147 році й знаходилось між Посем'ям та переяславськими володіннями.

### Заснування
Роком заснування вважається 1639, коли було засновано Обоянську фортецю.
Зведенню фортеці передувала чолобитна курян й білгородців царю Михайлу Федоровичу. Чолобитна була надіслана у липні 1638 року Белгородським воєводою Петром Пожарським. 
1 серпня 1639 року на Обоянське городище прибув воєвода Іван Колтовський з 600 дітьми боярськими, які мали в городищі оселитись. Обоянська фортеця та прилеглі села утворювали Обоянський повіт.

### Російська імперія
В 1708 році під час проведення обласної реформи Петра I Обоянський повіт було скасовано, Обоянь було приписано до Київської губернії , а під час розділу губерній на провінції 1719 року було віднесено до Бєлгородської провінції тієї самої губернії. З 1727 року — у Бєлгородській губернії. В 1743 році збудовано Троїцьку церкву, що не збереглась до наших днів, 1790 - Смоленську церкву. В 1779 році місто призначено повітовим знову утвореного Обоянського повіту Курського намісництва, перетвореного 1796 року на Курську губернію. 1780 року місто отримало герб. В 1805 році місто являло у плані неправильний п’ятикутник, в окружності 5 верст 500 сажень. У ньому налічувалось 540 житлових будинків. В 1812 було відкрито повітове училище, в 1836 - парафіяльне. В 1841 році збудовано Іллінську церкву. В 1842 - Георгіївську.
Під час Кримської війни було сформовано дружину (мала назву «сорок сьома»), яка з 22 по 28 серпня брала участь у обороні Севастополя. 750 ратників з дружини були нагороджені срібними медалями «За захист Севастополя».
В 1862 році в Обояні проживало 4375 чоловік. В 1882 році почала функціонувати вузькоколійка протяжністю 29,3 версти, що сполучало місто зі станцією Ржава. Наприкінці XIX століття у місті налічувалось 6 шкіряних заводів, на яких працювало разом 13 найманих працівників. Так само був гончарний, миловарний, свічковий та цегляний заводи. 1896 року у місті проживало вже 6995 чоловік. В 1891 році почалось будівництво собору Олександра Невського та Троїцького собору. В 1892 році відкрито жіночу гімназію.
В 1906 році в Обояні була організована підпільна група РСДРП. До неї входили: телеграфіст залізничної станції О.Ф.Непиющий, вчителька А.І. Сойнікова, О.Г.Яковлев, М.Ф.Полякова. До групи входив і майбутній співредактор «Правди» Лев Сосновський.
В 1916 році населення становило 13 426 чоловік. Промисловість складали маслобійний паровий завод, 4 вітряних млини, 3 синильних, 2 шкіряних, медовий, восковий й салотопний заводи (на всіх підприємствах працювало близько 40 найманих працівників).

### Радянський період
У грудні 1917 року була організована тимчасова революційна Рада. Було сформовано 1-й Обоянський добровольчий червоногвардійський полк. 17 квітня 1918 року до міста вступив загін німців. Створювалась загроза Курську. Але вже 19 квітня червоногвардійці вибили німців з Обояні. Після вигнання ворога у місті була обрана Рада робітничих, солдатських й селянських депутатів. 5 травня більшовики Обояні обрали свій перший партійний комітет на чолі з Г. П. Косухіним. 22 червня створено повітову партійну організацію.
У зв'язку з наступом денікінців в Обояни був створений оперативний штаб оборони міста й повіту, який очолив воєнком С. І. Ісаков. Місто й повіт були оголошені на становищі облоги. Охорону міста було покладено на комуністичний загін та міліцію.
З 1 до 15 липня обоянський військкомат направив до військових частин 3274 чоловіки. Але 17 серпня денікінці зайняли Обоянь. 30 серпня місто було звільнено. 13 вересня в ході запеклих боїв денікінці знову зайняли Обоянь, а до кінця вересня — всю губернію. Білогвардійці влаштовували грабежі, розстріли, поміщикам повернули землю. У ніч на 20 листопада на річці Псел були розстріляні перші борці за радянську владу. Їх трупи були скинуті під лід. 26 листопада 1919 року Обоянь знову було звільнено.
Г. П. Косухін — голова Повіткому РКП(б) загинув 1919 року під Перм'ю.
Після громадянської війни Обоянь стала посилено розвиватись. Почала видаватись газета «За комуну». У 1930 році був відкритий педагогічний технікум (з 1936 року — педучилище), у 1936 році — бібліотечний технікум.
У 1935 році в Обояні діяли МТС, сушильний завод, масляний, інкубаторно-пташина станція, яєчно-пташиний комбінат, 2 млинових комбінати, 2 цегляних заводи, 2 кустарно-промислових артілі й артіль інвалідів. В числі комунальних підприємств були: лазня, електростанція, готель. Також у місті були пошта, телеграф, телефон, радіовузол, бібліотека, громадський сад, міський театр, кінотеатр, Будинок соцкультпобуту, Будинок селянина, лікарня, 16 крамниць, 4 їдальні, 3 початкових школи (2 неповних середніх, одна середня), радянсько-партійна школа, тракторно-механічна школа.
Під час Німецько-радянської війни Обоянь була окупована. Залишена радянськими військами 16 листопада 1941 року. Звільнена 18 лютого 1943 року військами Воронізького фронту в ході Харківської операції. Того ж року в ході Курської битви німцям не вдалось знову захопити місто, хоча первинний загальний напрям удару з півдня був саме в район Обояні.
1945 року було встановлено електростанцію.
1947 року почалось будівництво заводу «Ізоплит», у 1957 році введено до експлуатації.
1950 року через місто пройшла нова автомагістраль Москва-Сімферополь, були побудовані мости через річку Псел та річку Обоянку.

### Сучасність
У 2006 році на центральних вулицях було встановлено декоративні ліхтарі , які досить кумедно виглядають у провінційному містечку сільської місцевості.
2008 року відкрито об’їзну дорогу навколо міста , до цього проїзд центром міста ускладнювався світлофором та залізничним переїздом. Дорога дозволила пустити транзитний транспорт в обхід центральних вулиць, що прискорило проїзд, але ускладнило життя місцевій дрібній торгівлі.

## Економіка
- Обоянський елеватор [Архівовано 19 серпня 2014 у Wayback Machine.]
- Завод ДВП [Архівовано 15 березня 2022 у Wayback Machine.]
- Завод резинотехнічних виробів (РТВ) [Архівовано 27 липня 2019 у Wayback Machine.]
- Завод насіння [Архівовано 15 березня 2022 у Wayback Machine.]

## Населення
Кількість жителів досить стала:
| рік     | 1856      | 1897      | 1916      | 1926      | 1931      | 1939      | 1959      | 1970      | 1979      | 1989      | 1992      |
| Жителів | 5.4 тис.  | 11 872    | 13 426    | 5.7 тис.  | 12.3 тис. | 7.85 тис. | 11.9 тис. | 13.4 тис. | 14.4 тис. | 15.4 тис. | 15.5 тис. |
| Рік     | 1996      | 1998      | 2000      | 2001      | 2003      | 2005      | 2006      | 2007      | 2008      | 2009      | 2010      |
| Жителів | 15.7 тис. | 15.7 тис. | 15.4 тис. | 15.1 тис. | 14.6 тис. | 14.1 тис. | 13.8 тис. | 13.7 тис. | 13 706    | 13 789    | 13 696    |

## Відомі мешканці
- Василь Петров — російський фізик-експериментатор, електротехнік, академік Петербурзької АН
- Євген Клєвцов — радянський спортсмен, велогонщик, перший курський Олімпійський медаліст
- Микола Волков-ст. (1902—1985) — радянський актор театру й кіно
- Володимир Губкін — генерал-майор танкових військ, учасник бойових дій, командував танковим батальйоном, танковим полком, танковою дивізією, заступник Командувача армії на Далекому Сході, заступник Командувача МВО з бойової підготовки. Нагороджений орденами Бойового Червоного прапора, Червоної Зірки, численними медалями Радянської Армії та армій іноземних країн
- Ніна Блукет — радянська шахістка, один з організаторів жіночого шахового руху в СРСР

## Пам’ятки
- У місті на будинук № 41 по вул. Луначарського встановлено меморіальну дошку на честь українського професора Володимира Симиренка, життя якого пов'язане з Курщиною. [10]

## Галерея

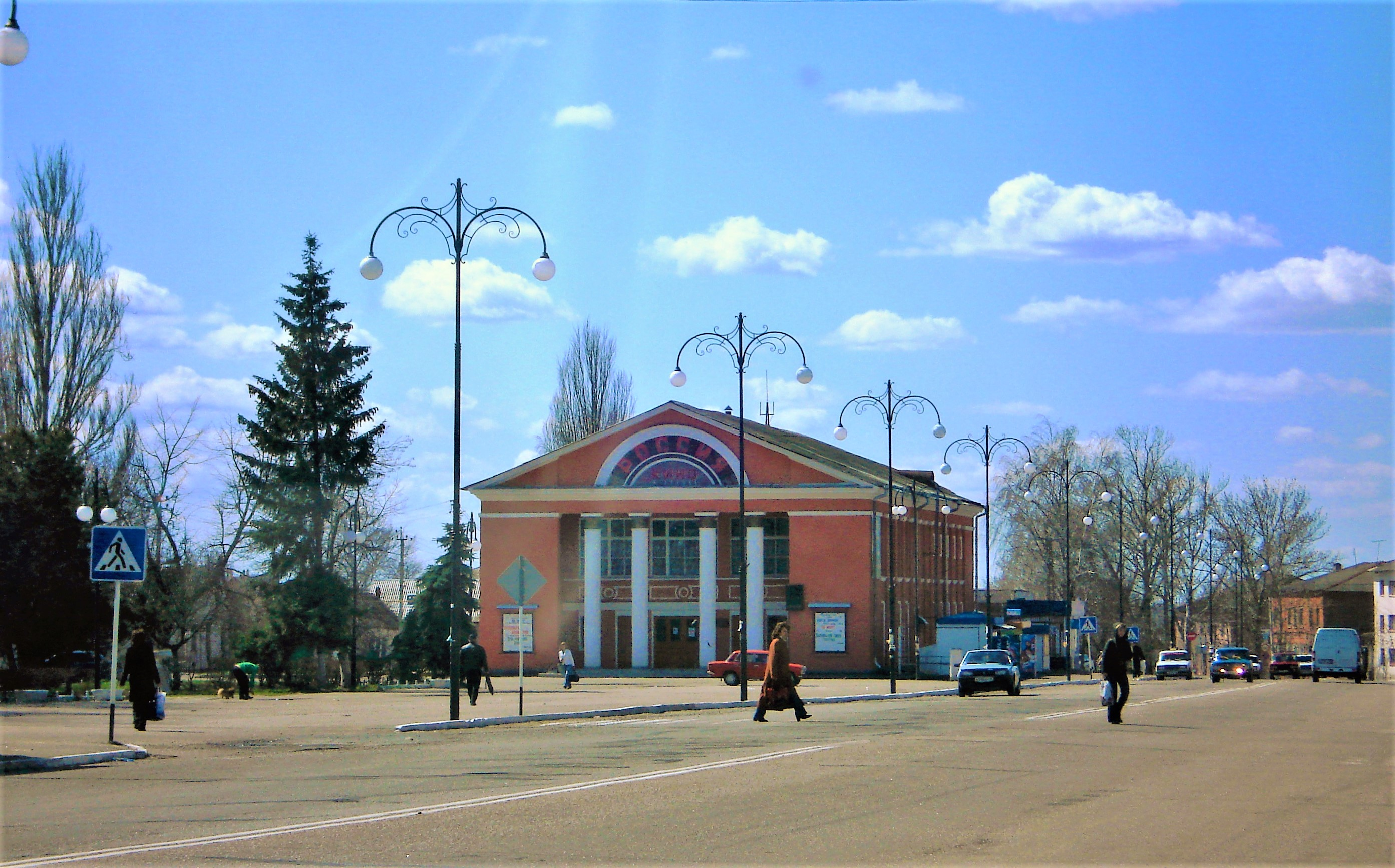
Головна площа, кумедні ліхтарі, кінотеатр
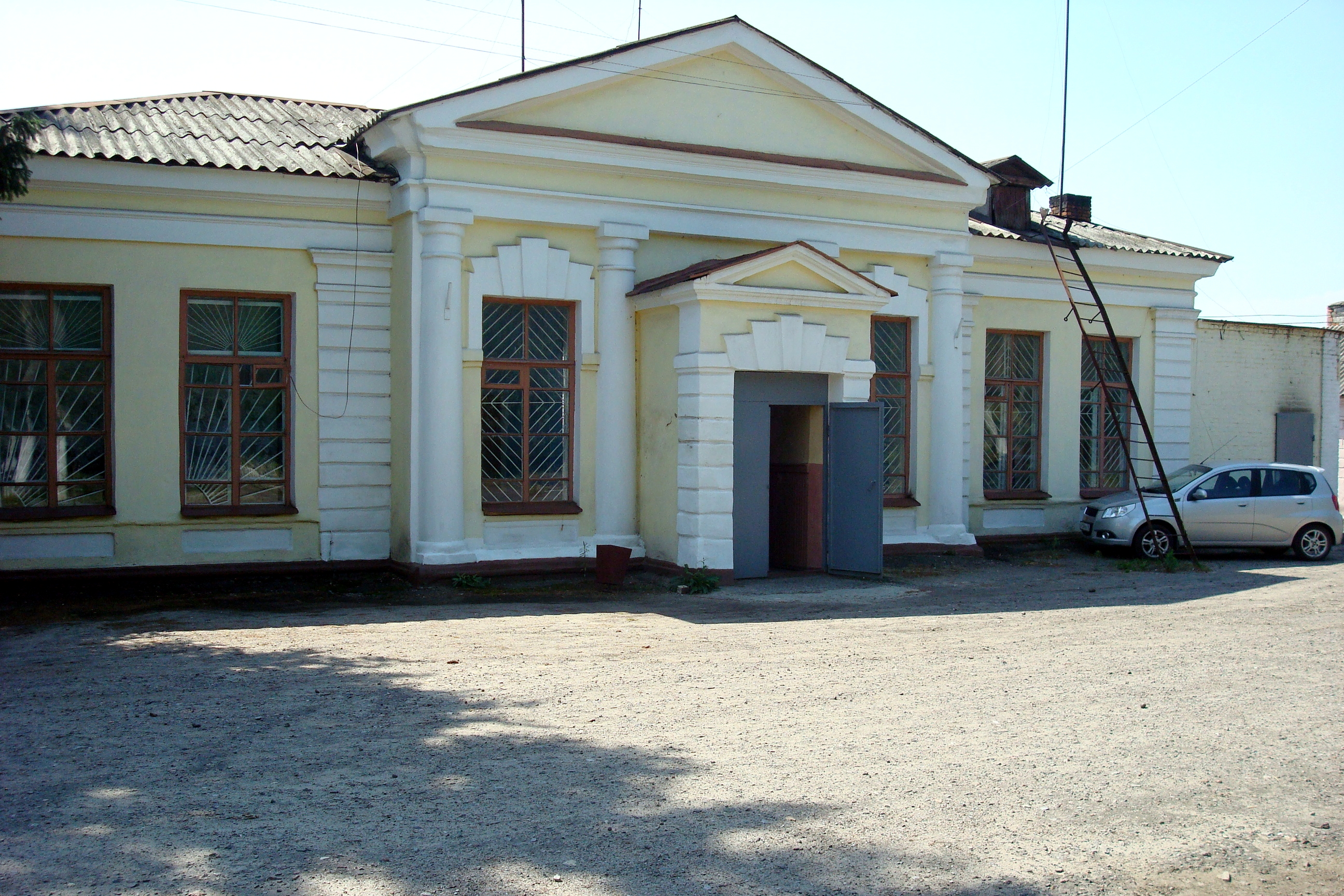
Залізнична станція
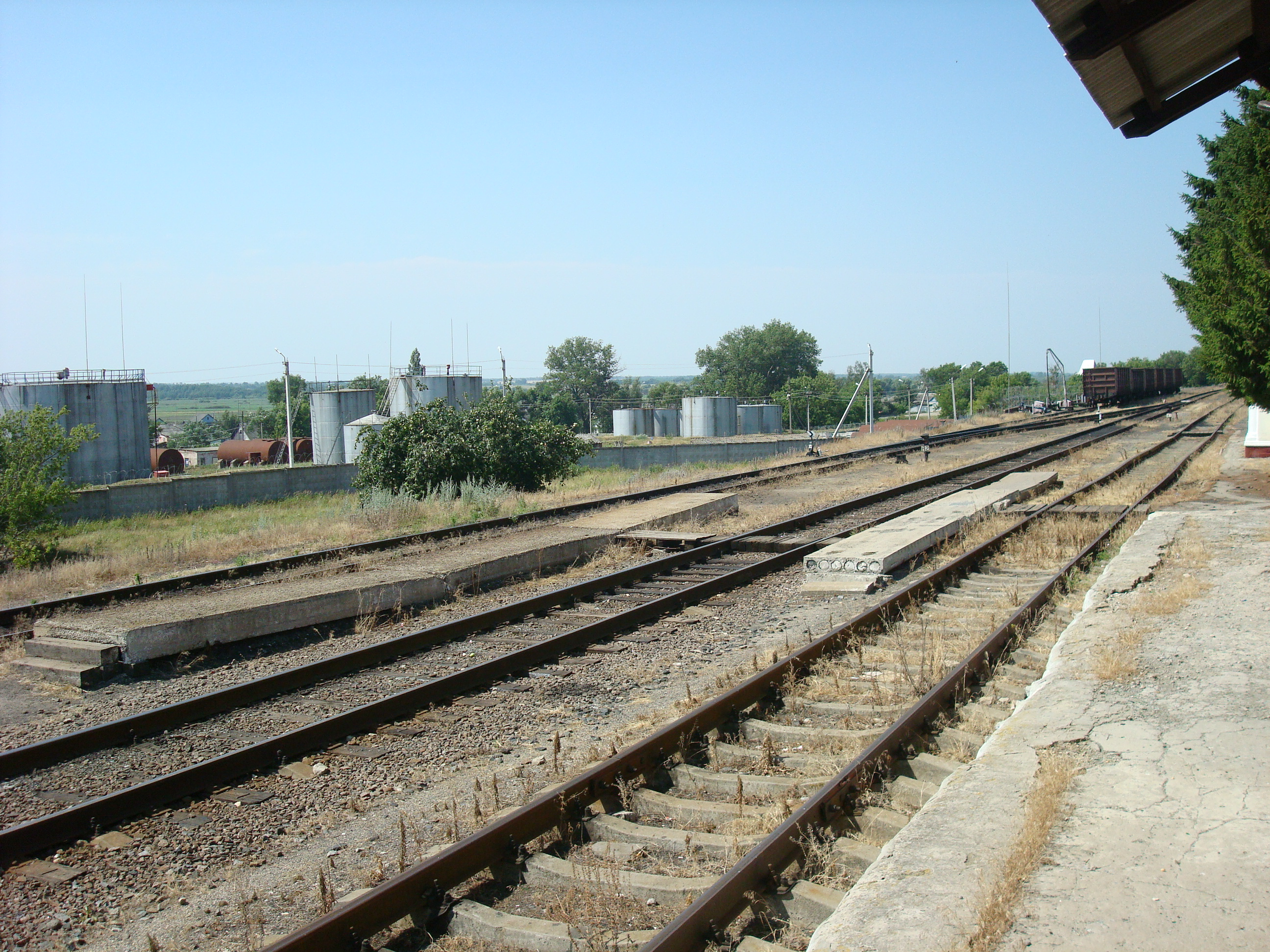
Залізничні колії
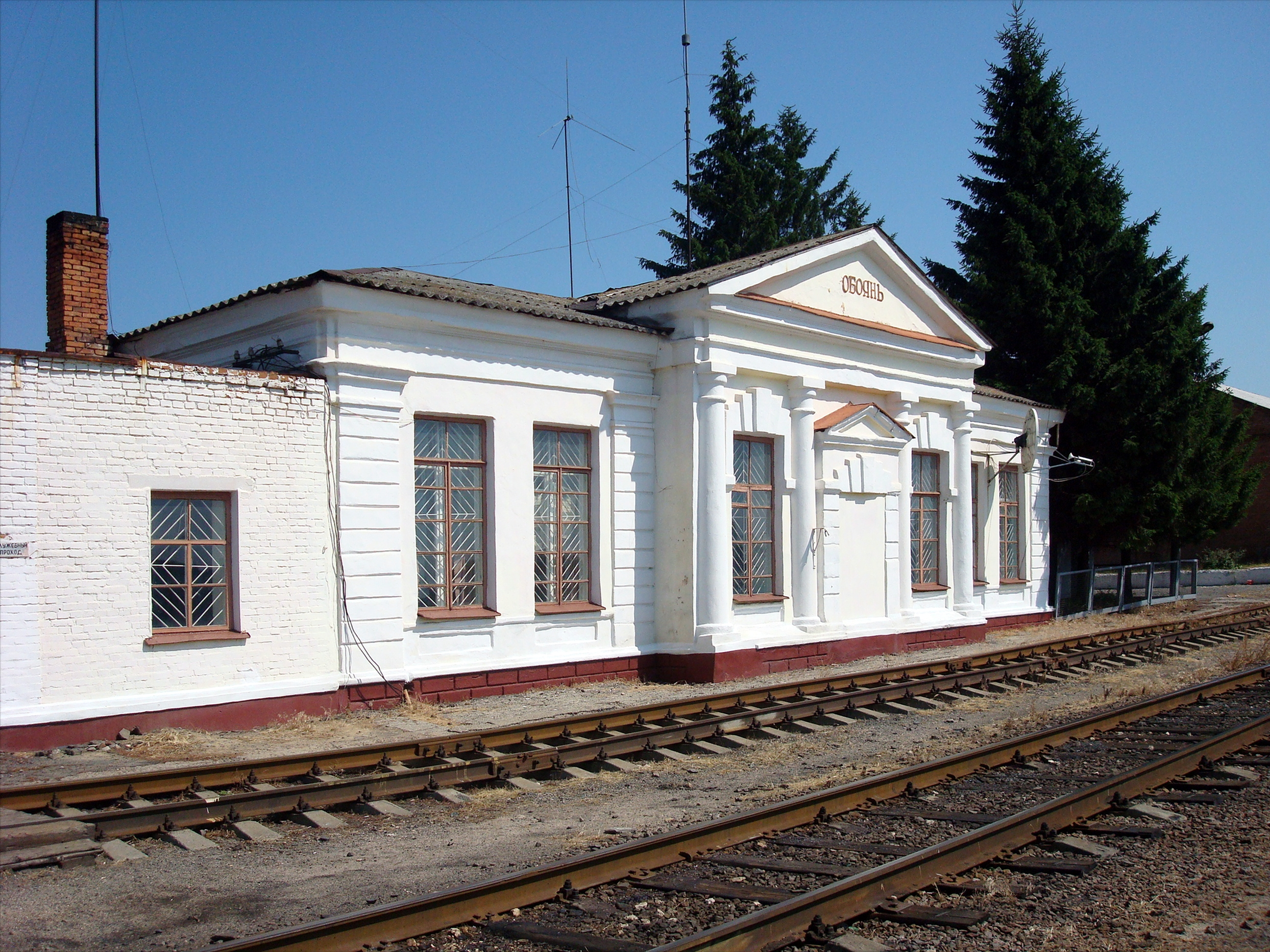
Залізнична станція
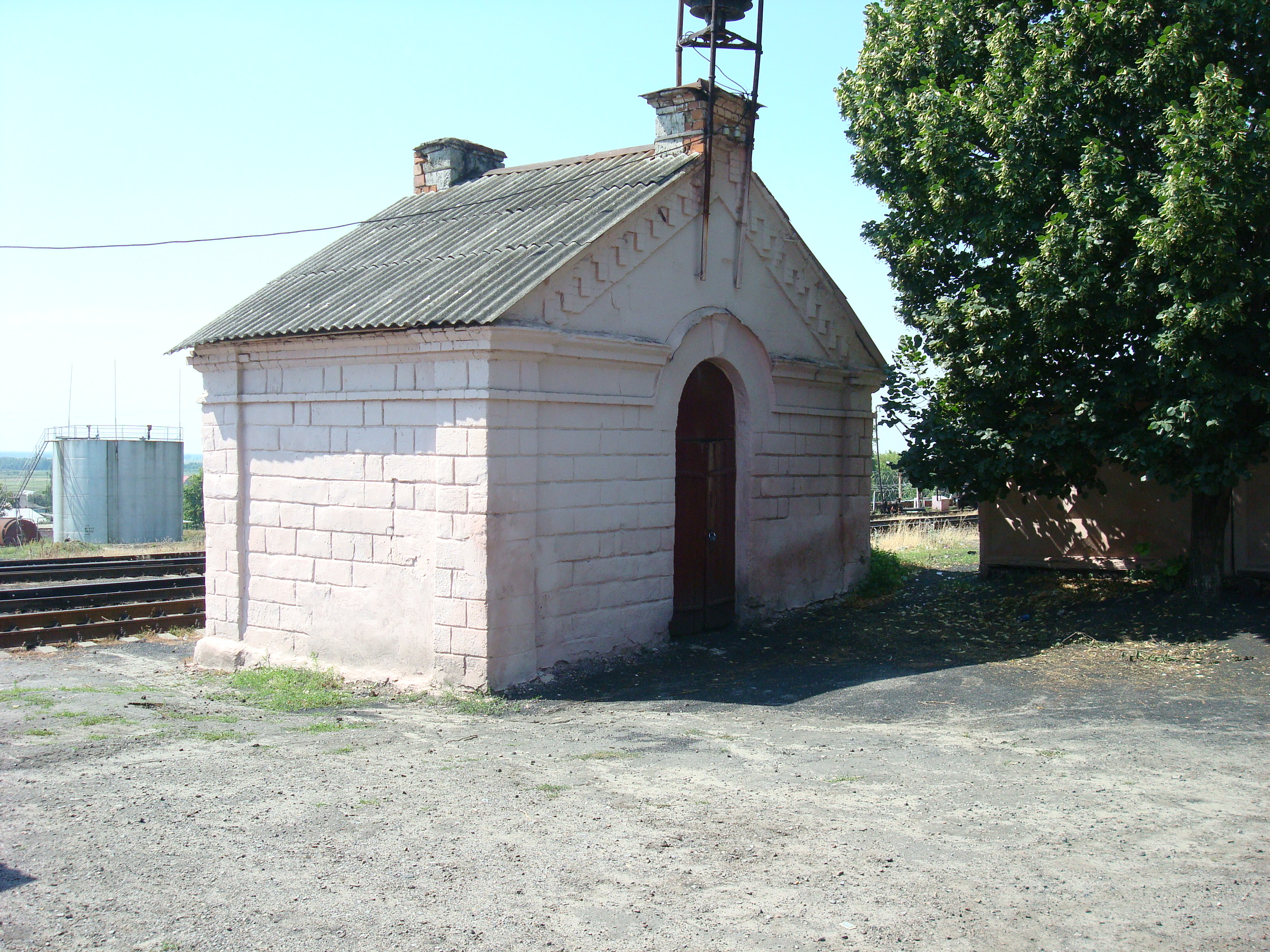
Технічні будівлі залізничної станції
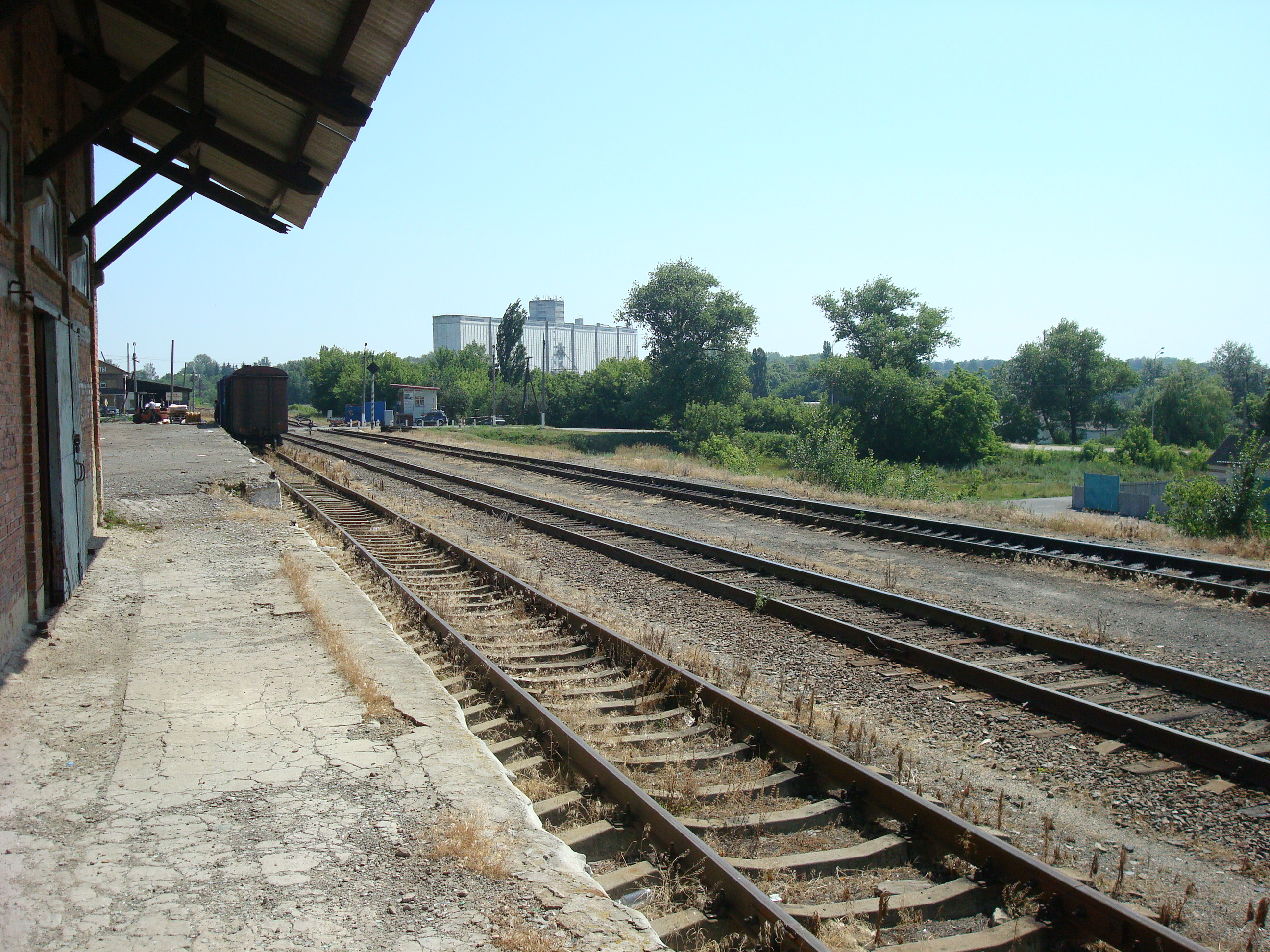